# Alexandre Carli
Pour les articles homonymes, voir Carli.

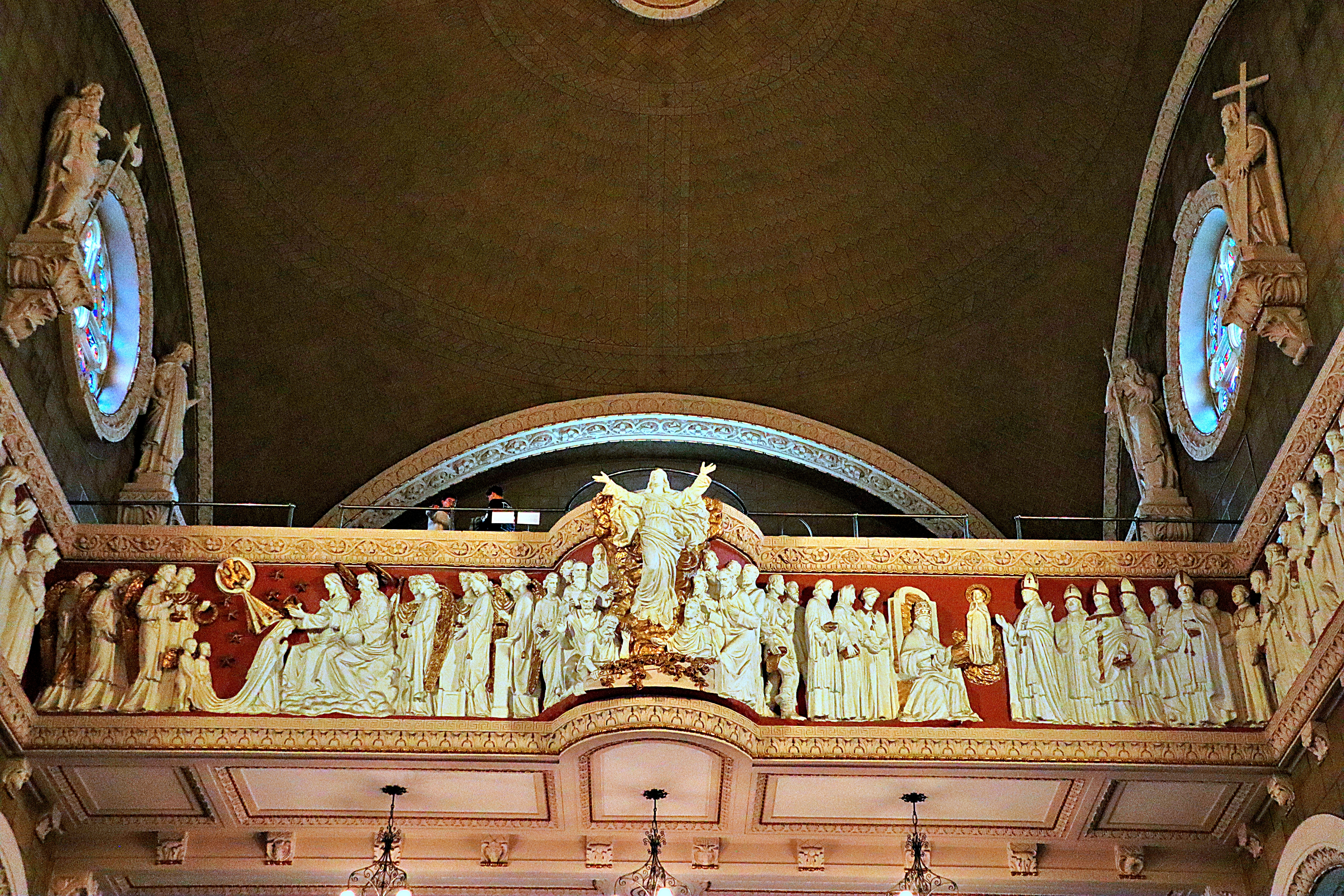
Une partie de la frise de l'église Nativité-de-la-Sainte-Vierge-d'Hochelaga de Carli et Petrucci.

Alexandre Carli, né le 3 novembre 1861 à Montréal et mort le 8 septembre 1938 dans la même ville, est un sculpteur, professeur et homme d’affaires québécois.

## Biographie
Le père d'Alexandre, Thomas, immigre au Bas-Canada d'Italie en 1858. Il entre au service du sculpteur Gaetano Baccerini, puis de Carlo Catelli et Aurelio Giannotti. Il devient l'associé de Catelli et en 1872, la société porte le nom de C. Catelli & Carli. Cinq ans plus tard, il fonde sa propre entreprise, la T. Carli.
Comme Thomas souhaitait que son fils aîné fasse carrière dans le commerce, Alexandre fréquente l’École commerciale et travaille quelque temps comme comptable avant de se joindre à l’atelier de son père en 1876. Deux ans après, il entre à l’école du Conseil des arts et manufactures de la province de Québec. Il étudie notamment avec Joseph-Olindo Gratton qu'il remplace comme professeur jusqu'en 1914. Il se consacre alors à l’entreprise familiale qui était devenue importante et recevait beaucoup de commandes. Le 12 juillet 1880, il épousa Hedwige Couture, avec qui il aura six filles.
À la mort de Thomas, en 1906, ses quatre fils travaillent pour la société. Alexandre, le sculpteur de la maison, en est aussi le directeur. Ferdinand tient la comptabilité, pendant qu’Edmond et Charles supervisent les employés et la production. Vers 1914, leurs cousins Vincent, Apollo et Urbain, eux-mêmes sculpteurs, liquident leur commerce, la Carli et Frères, et se joignent à leur tour à la T. Carli. Carlo, leur frère cadet, les suit en 1920.
Comme les Carli, les frères Aimé et Nicholas Petrucci avaient ouvert un atelier à Montréal sous le nom de Petrucci et Frère. Ils reçoivent également beaucoup de commandes et collaborent à certains projets avec la famille Carli. Le 18 mai 1923, les deux sociétés fusionnent pour devenir la T. Carli-Petrucci Limitée. En 1925, sa société fit l'une des réalisations les plus célèbres : la frise de plâtre de l'église de la Nativité-de-la-Sainte-Vierge-d'Hochelaga, d'une taille de sept pieds et comportant plus de 320 personnages sculptés. 
Alexandre demeure à la tête de l'entreprise jusqu’à sa retraite, en 1934. Nicholas Petrucci prend alors les commandes. L’atelier, qui employa jusqu'à 60 personnes, poursuit ses activités jusqu’en 1972, quand la demande en art religieux baisse fortement à la suite de la sécularisation de la nation québécoise après la Révolution tranquille. En plus des statues, la maison fabrique d’autres éléments décoratifs, surtout pour les églises : autels et balustrades en pierre ou en marbre, piédestaux, colonnes, frises en plâtre, fonts baptismaux, bénitiers, chaires et monuments. 
De leur côté, en 1926, Aimé Petrucci et Apollo Carli avaient quitté l’entreprise pour créer la Petrucci et Carli, dernier atelier à porter le nom de Carli, qui ferme ses portes à son tour en 1972. 
À Montréal, une rue porte le nom d'Alexandre Carli depuis le 25 juin 1987.